# 四天王 (お笑いコンビ)
四天王（してんのう）は、卓也努力勝利とジェットからなる日本のお笑いコンビ。松竹芸能所属。2017年結成。旧コンビ名、ゆかりてるみ。

## メンバー
卓也努力勝利（たくやどりょくしょうり、1986年11月17日 - 2025年6月14日）（38歳没）ボケ・ネタ作り担当、立ち位置は向かって右。
- 本名：加我 卓也（かが たくや）
- 出身地：北海道恵庭市
- 出身校：北海道千歳高等学校[2]、北海道ハイテクノロジー専門学校[2]
- 身長175cm、体重96～100kg。血液型B型。
- 趣味：DJ、音楽フェスに行く
- 特技：水泳（元インストラクター）、家庭料理、絵
- 資格：剣道2段

ジェット（1984年12月10日 - ）（40歳）ツッコミ担当、立ち位置は向かって左。
- 本名：石川 晴路（いしかわ はるみち）
- 出身地：北海道石狩市
- 出身校：北海道石狩南高等学校、札幌学院大学[3]
- 身長178cm、体重75kg。血液型A型。
- 趣味：ランニング（大学3年：全日本大学駅伝5区選出）
- 特技：自転車、懸垂、匍匐前進（元自衛官）、穴掘り
- 資格：普通自動車第一種運転免許

## 芸風
主にコントだが事務所ライブやM-1グランプリでは漫才をすることもある。様々なキャラクターに変身する卓也（ボケ）と、怒っても怒りきらないアホっぽいツッコミを飛ばすジェット（リアクション）による技巧派コント。オチのダサさに定評がある。漫才も「ヤンキーキャラのケンジとコウジ」「ささやき漫才」「漫才コント」と様々な形をやるが、役割は「卓也：ボケ、ジェット：リアクション」である。
旧コンビ名の「ゆかりてるみ」時代は漫才が主で、コントは単独ライブのみだった。当時はボケとツッコミが逆で、明るいジェット（ボケ）のキャラクターに卓也（ツッコミ）が翻弄されるネタだった。

## 経歴
物心ついた頃からお笑いをやりたかった卓也は、専門学校在学中に高校時代のバイトの先輩・あゆみ（正源亜弓）を誘って2007年に「カプセルコーポレーション」という男女コンビを組み、札幌吉本のオーディションを受けて合格。トム・ブラウンが上京前に札幌で開催した初単独ライブでは前説を担当した。「加我正源」への改名を経て、2011年に同じ事務所のピン芸人だった樋渡太一を加えてトリオ「サンモジ」を結成。サンモジは2013年度「笑道」頂上決戦優勝、歌ネタ王決定戦2013準決勝進出、STVラジオの冠番組開始などの実績を上げるが、2014年にあゆみが脱退してコンビとなり、2015年には解散。同じ札幌吉本のピン芸人だったスズサク（現・怪談師）とのコンビ「白石パワフルレディース」を組むが、M-1グランプリで1回戦敗退したため解散し、札幌吉本も退社。男女コンビ「天才パイン」を組んでフリーとして活動するが解散し、しばらくピン芸人となる。東京でお笑いがやりたいという思いが強くなった卓也はラジオ番組「マッスルファイターズ」（STVラジオ）等レギュラー活動を終了して、2016年に東京に活動拠点を移し、ピン芸人としてSMAに所属する。
自衛官だったジェットは、大学の同級生に誘われて芸人になるため上京。「黄金時代」というコンビを組み、フリーで活動。後に、アルバイト雑誌に求人が載っていたエヌフォースプロモーションに所属。「おぅごんじだい」「モチツ・モタレ」への改名を経て、事務所倒産に伴って再びフリーとなる。2015年8月に岩切専廣（元リトルドンファン）が加わってトリオ「レボルシオン」となるが翌年2月に解散し、ピン芸人「ジェットハルミチ」となる。
2016年、浅草リトルシアターという劇場でピン芸人として活動していたジェットと、上京したばかりの卓也が出会う。同郷ということは知らないまま卓也から誘い、2017年4月10日に「ゆかりてるみ」を結成、由来は二人の母親の名前をつなげたもの。卓也は個人の芸名を「たくやA5ランク」と改める。卓也がピン芸人としてすでにSMAに所属していたため、コンビ結成を受けてジェットも共にSMAに所属。その後すぐ芸名を卓也、ジェットと改める。2017年10月、北澤圭佑を誘いトリオになろうとするが、SMA事務所のネタ見せ直前に二人で謝って北澤を抜けさせる。
SMA HEET Projectのライブでは一番下のクラスから最上位クラスである「大将」まで、ストレートで勝ち上がる。SMAホープ大賞で予選落ちし、SMA NEET Projectにうつる。そこでも最上位クラスの「金のタマゴ」までストレートで勝ち上がる。2019年1月には、「ビートたけし杯 漫才日本一」で決勝進出。2019年6月に、ビクターミュージックアーツに移籍。
M-1グランプリ2020で1回戦敗退をしてしまい、解散を切り出す卓也と引き止めるジェットで話し合いをし、「卓也が本当に面白いと思うことをやろう」と、ネタの主力を漫才からコントへと変更。2020年11月18日にコンビ名を「ゆかりてるみ」から「四天王」に改名。2021年、地下バトルライブで常に上位に食い込むようになり、キングオブコント2021では初めて準々決勝へ進出。2021年10月、あらびき団の配信「あら-1グランプリ」に出場。キングオブコント2回戦ネタである「ジャズバー」を番組用に修正したネタだったが、修正部分をライト東野（東野幸治）に指摘され、勝ち上がりならず。
2022年2月8日 浅草東洋館で開催された「第四回江戸まちたいとう芸楽祭 ビートたけし杯 お笑い日本一」優勝。
2022年11月22日、地元・北海道は札幌「演劇専用小劇場 BLOCH」、及び、2022年12月16日、東京は下北沢「北沢タウンホール」にて、四天王第5回単独ライブ「なにものでもない」を敢行。卓也が札幌時代にピンで単独ライブを行った思い出の会場でもあるBLOCHでの、初の凱旋単独は満員で大成功を収める。本人たちにとってもかなりの挑戦となったキャパ約300人の北沢タウンホールでの単独ライブも、多くの観客や芸人たちが訪れ、無事大成功を収める。
2023年2月27日、松竹芸能に所属。M-1グランプリ2024では初の3回戦進出。
2025年6月12日、卓也努力勝利が体調不良のため休養し、しばらく入院することを発表。同月14日、卓也努力勝利が脳幹梗塞のため死去。同月19日に松竹芸能公式サイトから発表された。

## エピソード
- 卓也は「サンモジ」、ジェットは「レボルシオン」時代に、ともにトリオ経験がある。
- 2017年、定期トークライブ「カレーラーメンヤキニクスシ」がスタート。以降毎月開催している。
- 2019年4月1日、YouTubeチャンネル「ゆかりてるみのトレジム!」を開始。お笑い筋肉を鍛えるというコンセプトで、様々な企画に挑戦したが2021年1月に休止発表。同年3月から「四天王のトレジム!」に改名し、2022年3月よりネタ動画を不定期投稿している。
- 2021年、小田急電鉄ダイヤ変更により卓也がアルバイトを辞めなくてはならなくなる。同年5月より、高円寺の間借りカレー「スパイスカアチャン」を開業[20]。お笑いファン、芸人のみならず、地元客やカレー好きの間で話題になる。同年12月、定期営業を終了し、休業となる。
- コンビ仲が良く、ライブ後に一緒に銭湯に行く。

## 出演

### テレビ番組
- 有田ジェネレーション (TBS、2018年9月26日）[21]
- 東京オーディション（仮）（TOKYO MX）
- 水曜日のダウンタウン（TBS）
  - 2019年12月4日（ジェットのみ）[22]
  - 2025年6月11日
- お笑い合戦 独眼竜カミナリ（KHB、2022年3月19日）[23]
- 極楽山本・ロンブー亮のARIGATEENA TV(テレビ埼玉、2022年3月20日、ジェットのみ)
- 真夜中のおバカ騒ぎ(千葉テレビ、2022年5月6日)
- ぴったりにちようチャップリン（テレビ東京、2022年10月15日）
- ネタパレ（フジテレビ、2023年7月21日）
- THE CONTEへの道（フジテレビ、2023年7月29日）

### ラジオ
- サウンドプラント～四天王の夜中に何してんのぅ？～（STVラジオ、2022年6月19日）
- Room in the ear～ワラウェーブ～（FM FUJI、2022年7月3, 10, 17, 24, 31日）

### 配信
- あらびき団presents「あら-1グランプリ2021」～あらのゴン攻め 力尽きるまでエンドレス生配信(2021年10月23日）

### ライブ
- ズッッッッ友!（2018年8月17日、新宿Fu-）
- ケンカするほどなんかいい。（2019年12月30日、新宿バティオス）
- 超独占（2020年12月29日、早稲田クローバースタジオ）
- 衝撃のミラノサンド（2021年12月9日、新宿バティオス）
- 放課後気ままなお笑ライフ（2022年12月8日、池尻大橋がやがや館、1部ではMCも担当）